# عزة كامل
عزة كامل مؤسسة ورئيسة ألوان وأوتار. حصلت كامل على شهادة البكالوريوس في إدارة الأعمال من الجامعة الأمريكية. تعمل كامل مع الأطفال المهمشين والشباب وقالت إنها تسعى جاهدة لتعليم الأطفال المحرومين المهارات والقيم والمبادئ وذلك باستخدام الفن كأداة للتنمية الاجتماعية.
عملت في اليونسكو وغيرها من الوكالات الدولية للتنمية، ارتأت كامل ضرورة العمل على مستوى القاعدة الشعبية لذلك دشنت ألوان وأوتار لمشاركتها في العديد من المنظمات المحلية.

## ألوان وأوتار[3]
جاءت بداية الجمعية في أبريل 2006، عندما كانت عزة كامل متطوعة بجمعية فتحة خير، وكانت تعمل هذه الجمعية علي مساعدة الأمهات، وقررت في أحد الأيام تخصيص يوم للأنشطة الخاصة بأبناء هؤلاء الأمهات، وكانت تشمل هذه الأنشطة الرسم والكروشيه، والخزف، والنول، والشمع، والتطريز، والعزف على الجيتار والكمان. وبدأ عدد الأطفال في الازدياد يومًا بعد الآخر، ومن هنا جاءت فكرة إنشاء جمعية ألوان وأوتار. وبعد مرور عامين على هذا النشاط، بدأت الجمعية نشاطها مع القراءة، من خلال المشاركة بمسابقة للتشجيع علي القراءة، مع تقديم هدايا لكل من يقرأ 1000 صفحة. ومن هنا كانت فكرة الجمعية لافتتاح قسم المكتبة. تقدم الجميعة الأنشطة التي يحتاج إليها المجتمع، خاصة أن هذه الجمعية افتتحت من أجل تلبية احتياجات أبناء منطقة المقطم.
من بين النشاطات التي تقدمها الجمعية كونها مركزًا للفنون الذي يهتم بالتنمية عن طريق الفنون، سواء للأطفال أو الشباب، وليس هدفه الأول هو تعليم الشخص كيف يعمل فقط، فالهدف هو تعليمه العمل داخل مجموعة، وتعليمه القيم أيضً من خلال العزف علي آلة ما أو رسم لوحة فنية.

## انظر
- كلير مازارد
- فايزة هيكل
- وديدة محمود عزب
- عزة فهمي
- جيانا فاروق
- هبة السويدي